# NOX (együttes)
A NOX 2002 óta aktív magyar zenei együttes, amely a hagyományos magyar népzenét modern elemekkel ötvözi, frontembere Péter Szabó Szilvia. Összesen nyolc albumuk jelent meg. A formációnak tagja volt Nagy Tamás is, aki végül 2009 őszével búcsúzott a csapattól, hogy több időt szentelhessen családjának. 13 év után az együttes 2022-ben egy teltházas Budapest Sportarénás koncerten tért vissza. A visszatérés alkalmából új lemez is készült, "Főnix" címmel.

## A név eredete
A 'nox' szó a görög 'nüx'-ből ered, latinul éjszakát jelent, a római mitológiában Nox volt az éjszaka istennője, róla kapta a nevét az együttes.

„Nüx szülte az élet és a halál titkait magukba rejtő, titokzatos, sötét erőket, amelyek diszharmóniát keltettek a világban, de amelyek nélkül se a világ, se annak harmóniája nem képzelhető el.”

## Eurovíziós Dalfesztivál
A Kijevben megrendezett 2005-ös Eurovíziós Dalfesztiválon a NOX képviselte Magyarországot. Az elődöntőből ötödikként jutottak a döntőbe, ahol tizenkettedikek lettek Forogj, világ! című dalukkal.

## Díjak
- 2004 – Dalnokok Ligája – 1. hely
- 2005 – Mahasz 2004 – Az év hazai albuma – Bűvölet
- 2005 – Eurovíziós Dalfesztivál 2005-Kijev – 12. hely
- 2005 – BRAVO OTTÓ – Legjobb együttes
- 2005 – VIVA Comet Díj – Legjobb együttes
- 2006 – Fonogram Magyar Zenei Díj – Az év hazai pop albuma
- 2006 – Persian Golden Lioness Award (Perzsa Arany Oroszlán Díj)
- 2007 – Magyar Kultúráért Díj
- 2007 – Aranyszem Díj – Nem lesz több tánc videóklip
- 2009 – Mentor Magyar Csillagok Díj

## Tagjai

### Állandó tagok
- Péter Szabó Szilvia
- Nagy Tamás

### Táncosok
- Adamovich Ferenc
- Gyimesi Petra
- Horváth Csaba Zsolt
- Kordoványi Dóra
- Román Katalin
- Torma Zsolt
- Kebuszek Zsolt

Az Időntúl c. produkció alatt a No Comment hiphop csoport alkotta a tánckart.

### Zenekar
- Harmath Szabolcs – zeneszerző
- Czomba Imre – zeneszerző, zongora, zenekar vezető (2004-2007)
- Kardos Norbert – zongora
- Hodászi Klára – hegedű
- Lukács András – basszusgitár
- Dandó Zoltán – gitár
- Kisvári Ferenc – dob
- Gulyás Ferenc – népi hangszerek
- Horváth Bálint – zongora
- Arany Zsolt - gitár

## Diszkográfia

### Albumok
Az együttes ismertebb dalait félkövéren szedtük.
| Információk | Tracklist |
| --- | --- |
| Örökség - Megjelenés: 2002. július 22. - Magyar elismerés: Platinalemez - Eladott lemezek száma: 28 000                                               | 1. Hej Dunáról… 2. Hull a szilva… 3. Csillagok, csillagok… 4. Hej, Vargáné… 5. Új a csizmám… 6. Még azt mondják… 7. Érik a szőlő… 8. Virágéknál… 9. Erdő, erdő, erdő… 10. Béreslegény… 11. Által mennék… 12. Csillagok, csillagok mix |
| Bűvölet - Megjelenés: 2003. október 27. - Magyar elismerés: Dupla Platinalemez - Eladott lemezek száma: 53 000                                        | 1. Százszor ölelj még! 2. Tűztánc 3. Szomorú angyal 4. Árny és fény 5. Bíborhajnal 6. Rózsavirág balladája 7. Védj meg! 8. Vágyom a szerelem után 9. Égen, földön 10. Ébredj fel! 11. Firesong 12. Bűvölet |
| Karácsony - Megjelenés: 2004. november 15. - Magyar elismerés: Platinalemez - Eladott lemezek száma: 29 000                                           | 1. A Tél dala 2. Nézz fel! 3. Eskü 4. Szent ünnep 5. Szeretetlánc 6. Hol volt, hol nem... |
| Ragyogás - Megjelenés: 2005. április 15. - Magyar elismerés: Dupla Platinalemez - Eladott lemezek száma: 42 000                                       | 1. Forogj, világ! 2. Csak játssz! 3. Túl a varázshegyen 4. Áldjon az ég 5. Eskü 6. Hazudtál 7. Hol volt, hol nem... 8. Találj rám! 9. Felhőtánc 10. Törött szárnyú madár 11. Varázslat 12. Ablakomba 13. Ragyogás 14. Örökkön-örökké |
| Örömvölgy - Megjelenés: 2006. október 16. - Magyar elismerés: Dupla Platinalemez - Eladott lemezek száma: 30 000+                                     | 1. Szállhatsz a dallal 2. A túlsó part 3. Szeretem 4. Nem lesz több tánc 5. Anitszirk 6. Titok 7. A vándor dala 8. Örömvölgy 9. Egy minden 10. Embermadár 11. Parancs 12. Álomkép 13. Kolduskirályság 14. Mámor |
| Péter Szabó Szilvia: Mesék, mondák, mondókák - Megjelenés: 2007. május 7. - Magyar elismerés: ? - Eladott lemezek száma: ?                            | 1. A hétszépségű királykisasszony 2. Január elöljár 3. Az árvalányhaj 4. Íze van a sónak 5. A jótanácsok 6. Akinek a szeme kék 7. Az aranymadár 8. Egyszer volt egy ember 9. Leánykő 10. Hátamon a zsákom 11. Gyöngyike 12. Pápua törzs 13. Botond 14. Hétfőn hentereg 15. A rest többet fárad 16. Az ember életideje                              |
| Csendes - Megjelenés: 2007. november 26. - Magyar elismerés: Aranylemez - Eladott lemezek száma: 7500+ - Élő koncertfelvétel a Művészetek Palotájában | 1. Prologue 2. Little Drummer Boy 3. Felhőtánc 4. Almaz 5. Hit The Road Jack 6. Titok 7. Túlsó part 8. Túl a varázshegyen 9. One Night Only 10. Ha én rózsa volnék 11. She's Out Of My Life 12. Nem lesz több tánc 13. Elment a madárka 14. Egy minden 15. Védj meg 16. Forogj világ 17. Mámor                                                     |
| Időntúl - Megjelenés: 2008. szeptember 5. - Magyar elismerés: Platinalemez - Eladott lemezek száma: 15 000+                                           | 1. Javítsd a hibát! 2. Hiszed-e még? 3. Remény 4. Legyen 5. Sose volt, sose lesz 6. Szabad létező 7. A jövő zenéje 8. Időntúl 9. Szerelmetes dal 10. Szegénylegény balladája 11. Még 1 perc |
| Most! - Megjelenés: 2009. november 16. - Magyar elismerés: Aranylemez - Eladott lemezek száma: –                                                      | 1. Mire vágysz? 2. Ne mondjátok... 3. Csillagos ég 4. Utazás 5. Ne várj, ne sírj 6. Ne felejts! 7. Szomorú szívem 8. Ördögdal 9. Mások voltunk 10. Valami, valaki 11. Álom már |
| Best of Nox (2002-2009) - Megjelenés: 2010. március 19. - Magyar elismerés: – - Eladott lemezek száma: –                                              | 1. Hej, Dunáról 2. Csillagok, csillagok... 3. Százszor ölelj még! 4. Tűztánc 5. Ébredj fel! 6. Forogj világ! 7. Csak játssz! 8. Túl a varázshegyen 9. Hol volt, hol nem 10. Szeretem 11. Nem lesz több tánc 12. Egy minden 13. Hiszed–e még? 14. Legyen 15. Még 1 perc 16. Ördögdal 17. Szomorú szívem Bónusz track: Mások voltunk – radio version |
| Főnix - Megjelenés: 2022. november 14. - Magyar elismerés: ? - Eladott lemezek száma: ?                                                               | 1. November 2. Árva dal 3. Galambom 4. Tulipán szív 5. Ébrednék 6. Főnix 7. Ne remélj, ne beszélj! 8. Hazaút 9. Darabkák 10. Boldog 11. Mégsem álmodom (feat. Szolnoki Péter) |

### DVD
| Lemezborító | Információk |
| ----------- | --- |
|             | Ragyogás DVD Dupla DVD - Megjelenés: 2006. április 15. - Magyar elismerés: – - Eladott lemezek száma: – - Koncertfelvétel a Nox debreceni koncertjéről |

## Külső hivatkozások
- NOX - linkgyűjtemény
- A NOX rajongói oldala
- A NOX rajongói oldala facebook
- NOX a music.hu-n
- NOX a zene.hu-n
- A NOX teljes története 160 percben

| Előző Charlie (1998) | Magyarország résztvevője az Eurovíziós Dalfesztiválon 2005 (A Forogj, világ! című dallal) | Következő Rúzsa Magdi (2007) |